# کلوئی فریزر
کلوئی فریزر (انگلیسی: Chloe Frazer)یک شخصیت خیالی ساخته شده توسط ناتی داگ می باشد که در مجموعه بازی های آنچارتد حضور دارد. اولین حضور وی به عنوان معشوقه نیتن دریک در بازی آنچارتد ۲: درمیان دزدان بود. کلوئی در آنچارتد ۳: فریب دریک نیز در چند مرحله با نیتن همکاری داشت. در آنچارتد: میراث گمشده نیز به عنوان شخصیت اصلی داستان و شخصیت قابل بازی حضور داشت که به همراه ندین راس به ماجراجویی می پرداخت. صدا گذاری و ضبط حرکت کلوئی توسط کلودیا بلک انجام شد.